# Чертіж (Сяноцький повіт)

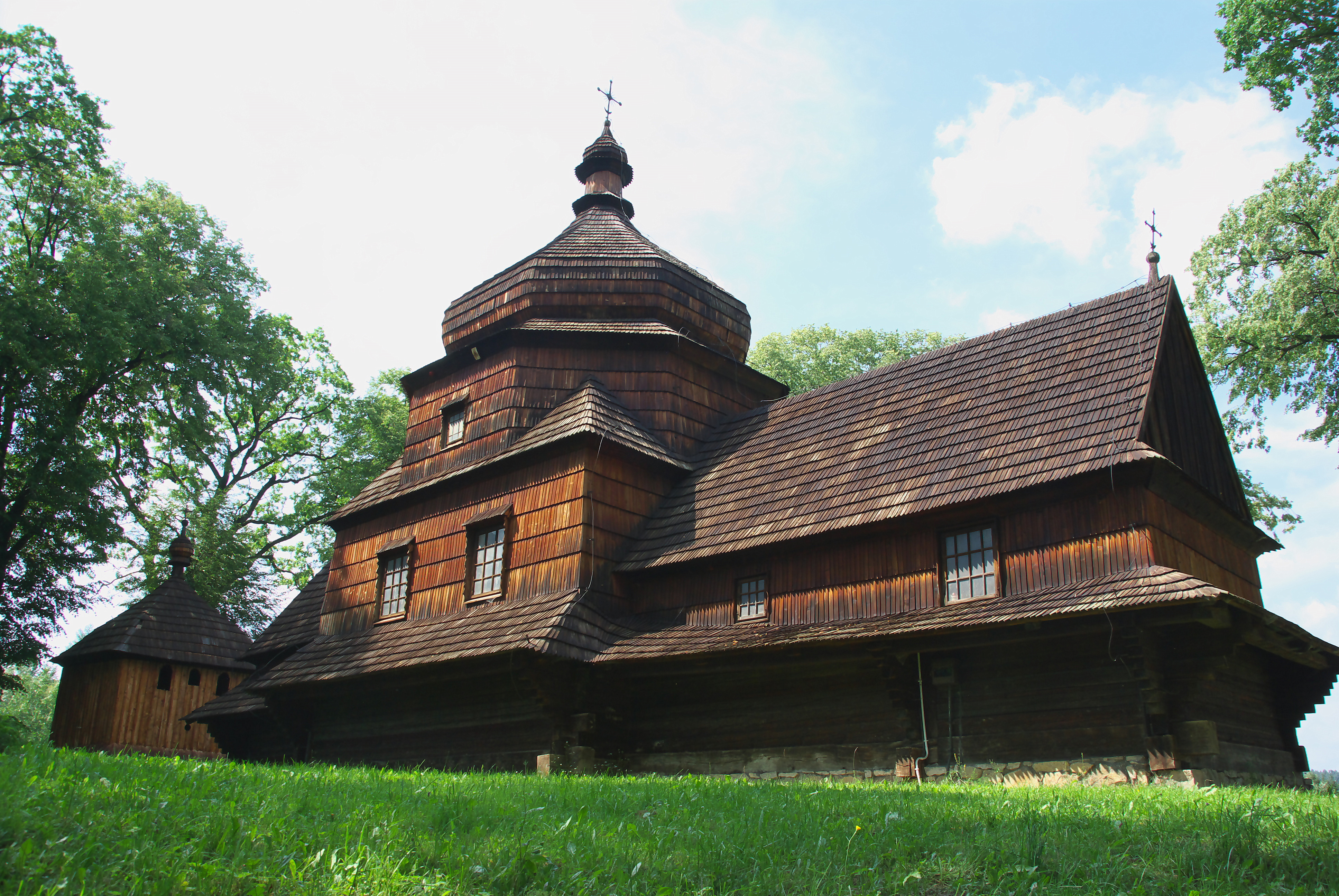
Греко-католицька церква Преображення Господнього у Чертежі

Чертіж, Чертеж (пол. Czerteż) — лемківське село в Польщі, у гміні Сянік Сяноцького повіту Підкарпатського воєводства.
Населення — 600 осіб (2011).

## Розташування
Знаходиться нижче головного вододілу біля підніжжя Ландшафтного парку Слонських гір на висоті 346 м, на пограниччі Буківського та Динівського перегір'я, на відстані 7 км на захід від Сяніка.
Площа села 294 га.

## Назва
Назва села має волосько-українське походження і походить від слова «чертежник», що означає всякого майстра, інженера, будівничого або ремісника. За іншою подібною версією словом «чертеж» називали архаїчне господарювання у Карпатах, пов'язане з викорчовуванням та розчищенням терену, що передувало заснуванню поселення.
У ході кампанії перейменування українських назв на польські село в 1977—1981 рр. називалось Пшедмєсьцє (пол. Przedmieście).

## Історія

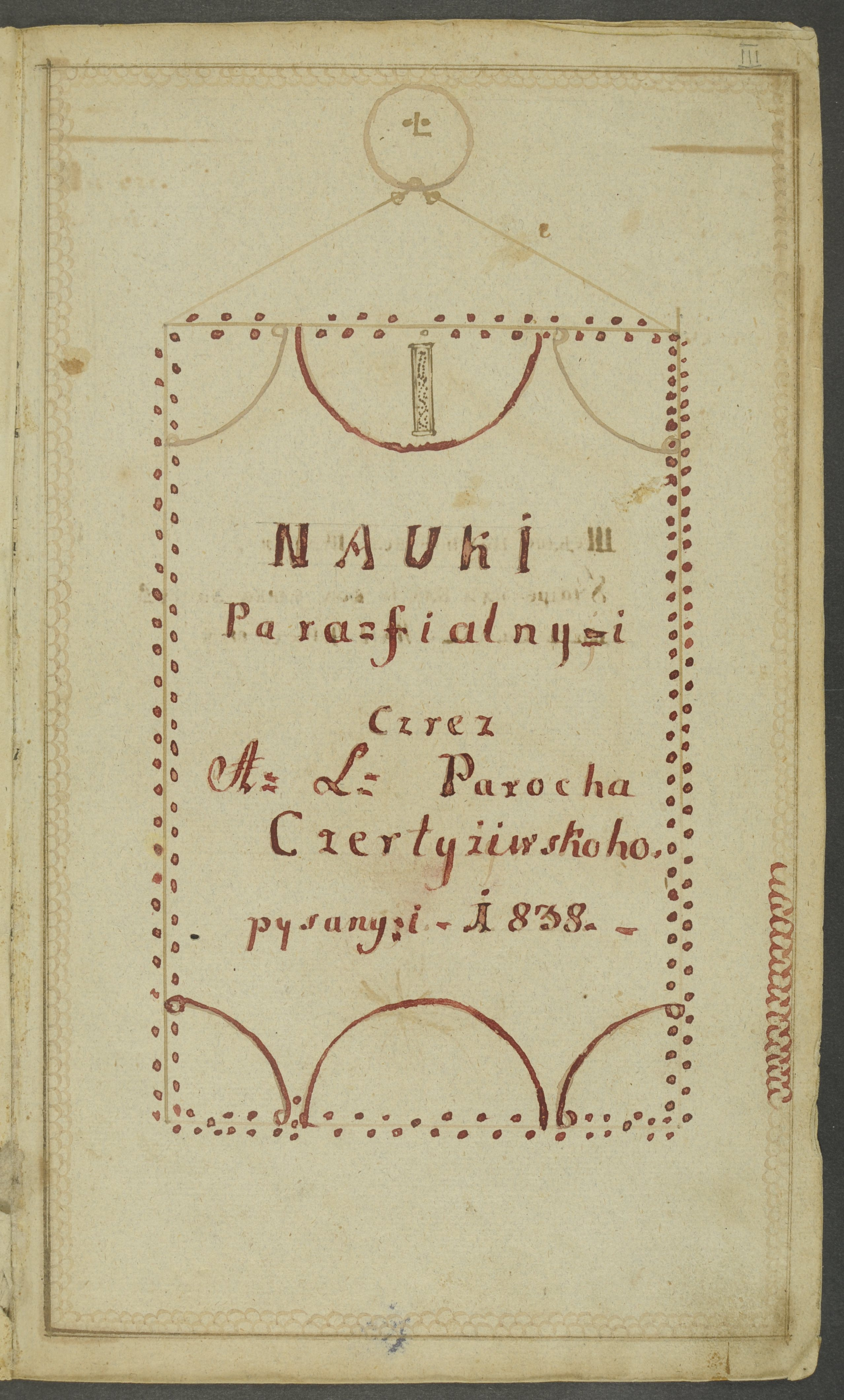
Парафіяльні науки пароха села Чертіж, Сяноцького повіту. 1838 рік.

Чертіж було закріпачено у 1339 році галицько-волинським князем Юрієм II Болеславом Тройденовичем під назвою Чертежники (пол. Czerteznyki)[джерело?]. Це було королівське село, що входило до Боського ключа.
З 1340 до 1772 року Чертіж входило до складу Сяноцької землі Руського воєводства Речі Посполитої. За податковим реєстром 1565 р. в селі було 14 кметів з численними податками і повинностями, 3 загородники і піп з церквою.
З 1772 до 1918 року — у межах Сяноцького повіту Королівства Галичини та Володимирії Австро-Угорщини. З листопада 1918 року Чертіж в межах Західноукраїнської народної республіки. З 1919 до 1939 років — Сяніцький повіт Львівського воєводства Польської Республіки.
У Чертежі було багато ставів, які простягалися від Новосільців і Дудинців до Терепча.
Після 1772 року село знаходилось у власності роду Урбанських.
Після 1848 року активізувалися міграційні процеси. У період 1848—1866 років частина мешканців подались на Словаччину в околиці Кошиць та Ясів, де стрімкого розвитку набирала металургійна промисловість. У період 1866—1914 року — більшість емігрантів подалося на заробітки у США.
У 1898 р. Чертіж займав площу 3,35 км², нараховував 71 господарство і 473 мешканців. Через активну еміграцію кількість населення у селі станом 1907 рік становила 351 особа.
У селі була українська початкова школа, у якій навчав Пантелеймон Шургот.
На 01.01.1939 у селі було 530 жителів (500 українців-грекокатоликів, 15 українців-римокатоликів і 15 поляків). Також була читальня ім. Мих. Качковського.
У 1942—1943 роках село перебувало у сфері наукових досліджень расової та етнографічної секції Східного інституту німецької праці з центром у Кракові. Дослідження проводились у населених пунктах Сянік, Мимонь, Новотанець, Босько і Чертиж.
Після ДСВ українське населення Чертежа було виселене 1944–1946 років до радянської України, переважно до села Рихтичі і Старе Село біля Дрогобича і в місто Стрий. На місці обезлюднілого села згодом створили рільниче господарство (колгосп) під назвою «Костянтин Рокоссовський».
У 1975-1998 роках село належало до Кросненського воєводства.

## Церква
У 1742 році у Чертежі зведено парафіяльну дерев'яну греко-католицьку церкву Преображення Господнього. Збудована у бойківському стилі, зрубна, тридільна. Була відремонтована у середині XIX століття. Дзвіниця була добудована у 1887 році.
До 1946 р. в селі була окрема парафія, яка об’єднувала 501 парафіянина села і також 216 села Заболотці (ще було 28 римо-католиків) та належала до Сяніцького деканату Апостольської адміністрації Лемківщини. Метричні книги велися від 1784 р.
Після депортацій 1947 року церква використовувалась як римо-католицький костел, проте від 1995 році вона повернена греко-католицькій парафії. До сьогодні збереглися оригінальні поліхромні розписи, серед яких виділяються постаті святих Княгині Ольги та Володимира Великого. Церква входить до маршруту 2 Шлях дерев’яної архітектури Підкарпатського воєводства
З 1885 до 1910 року парохом був небіж кардинала Сильвестра Сембратовича Лев Сембратович. Біля церкви збереглися надмогильні пам'ятники пароха і його брата Теофіла Сембратовича.

## Мешканці
У XIX столітті прізвища мешканців села: Бойко, Вайко, Волянський, Височан, Галик — 3 сім'ї, Голяк, Грицишин, Грищишин, Гусак, Гуска, Даляк, Дзячек, Дичко, Дрибак — 2 сім'ї, Запоточний, Каварда, Калиняк, Кікта, Кіт, Кітка, Кот, Кочко, Кривонос, Крокош, Кус, Лешняк, Литусяк, Микита, Нілько, Оленич, Пакіш, Пасічняк, Проц, Ритар, Собота, Сокальський, Тишко — 2 сім'ї, Трубко, Фецько, Фредронько, Хлопик, Цар, Черепула, Ярош

## Видатні особи
- народився Василь Антонич-Кот (1878—1949)  — греко-католицький священик, батько поета Богдана-Ігора Антонича
- народився Стефан Кот-Тарнович  — греко-католицький священик, батько письменника Юліяна Тарновича-Бескида
- похований Лев Сембратович (1844—1910)  — греко-католицький священик і сяніцький декан, парох у Чертежі у 1885—1910 роках
- народився Семен Федоронько (1893—1940)  — православний священик, протоієрей, головний православний капелан Війська Польського
- народився Іоан Підгарбій — член капітули Апостольської Адміністрації
- похований Теофіль Сембратович (1853—1901) — греко-католицький священник, ректор Греко-католицької духовної семінарії (1883—1893) і парох церкви святої Варвари (1883—1899) у Відні.

## Демографія
Демографічна структура станом на 31 березня 2011 року:
|          | Загалом | Допрацездатний вік | Працездатний вік | Постпрацездатний вік |
| -------- | ------- | ------------------ | ---------------- | -------------------- |
| Чоловіки | 288     | 64                 | 195              | 29                   |
| Жінки    | 312     | 55                 | 204              | 53                   |
| Разом    | 600     | 119                | 399              | 82                   |